# Автошлях E263
Автошлях E263 — європейський автомобільний маршрут від Таллінна до Лухамаа. Маршрут проходить по території Естонії. Загальна протяжність становить 288,5 км .

## Маршрут
- Харьюмаа
  - Таллінн

- -     -   1  / Файл:Tabliczka E 20.svg Нарва, Санкт-Петербург
    -  Файл:RWBA Flughafen (R) .svg Талліннський аеропорт

  -   Юрі Файл:Tabliczka E 265.svg /  11  Кейла, Палдіськи

- Ярвамаа
  -   Мяо  5  Пярну / Раквере
- Йиґевамаа
  - Пилтсамаа
- Тартумаа
  - Тарту
    -   92  Вільянді
    -  Файл:Tabliczka E 264.svg /  3  Валга, Валміера, Інчукалнс / Йихві

  - Юленурме
    -  Файл:RWBA Flughafen (R) .svg  Тартуський аеропорт
- Пилвамаа
- Вирумаа
  - Виру
  - Лухамаа Файл:Tabliczka E 77.svg /  7

## Галерея

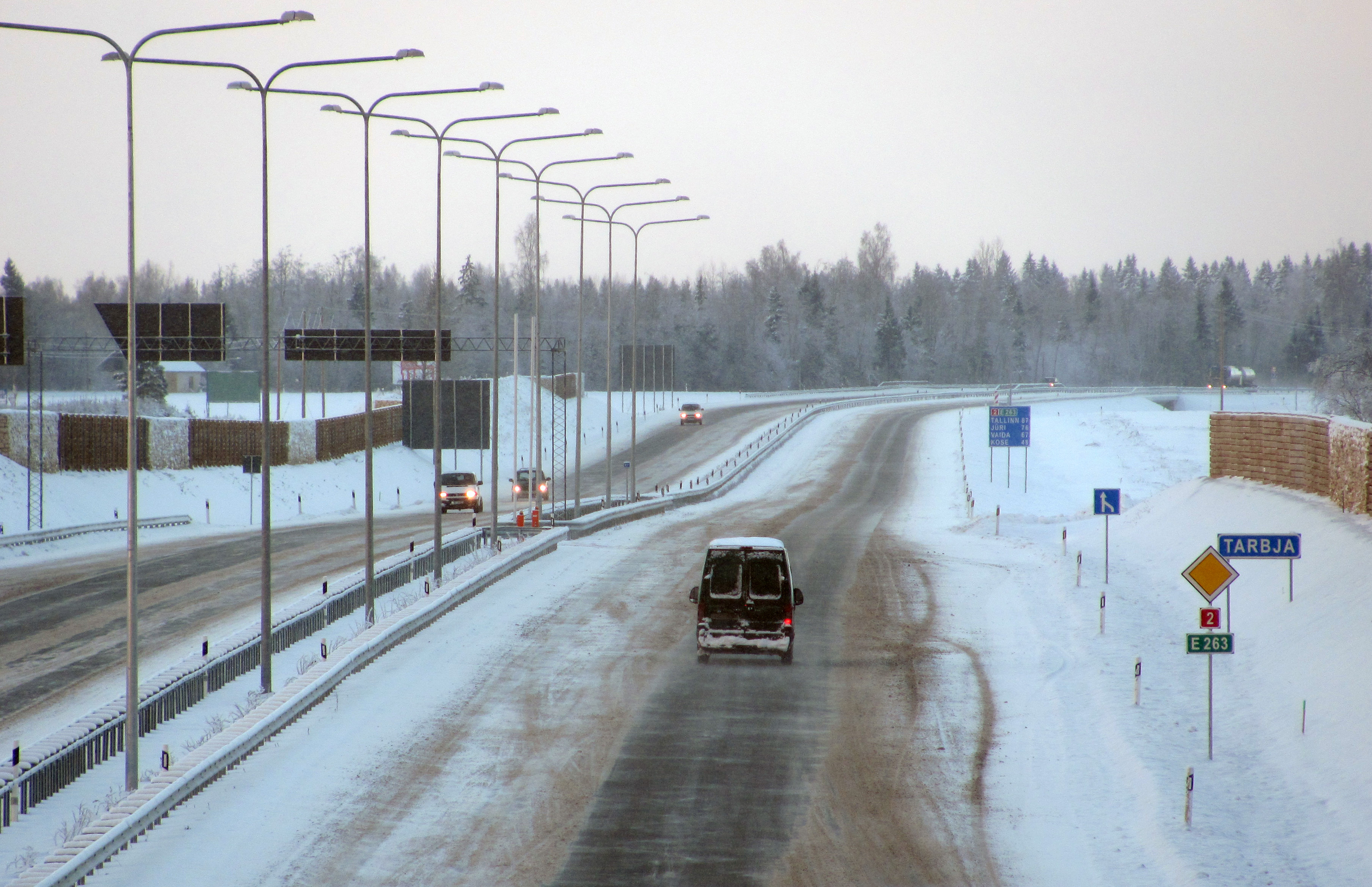
E263 в  Мяо
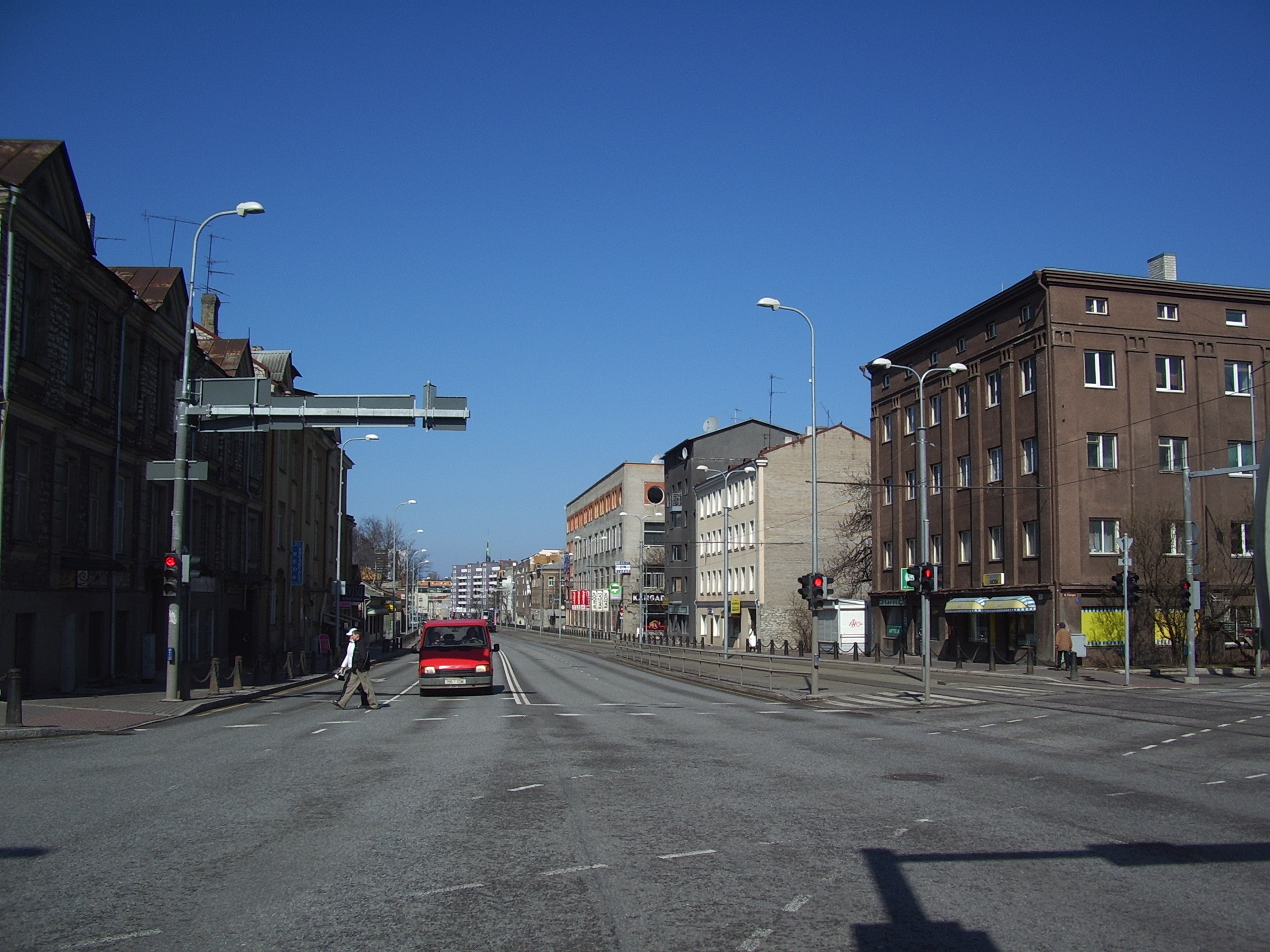
Тартуського шосе в Таллінні
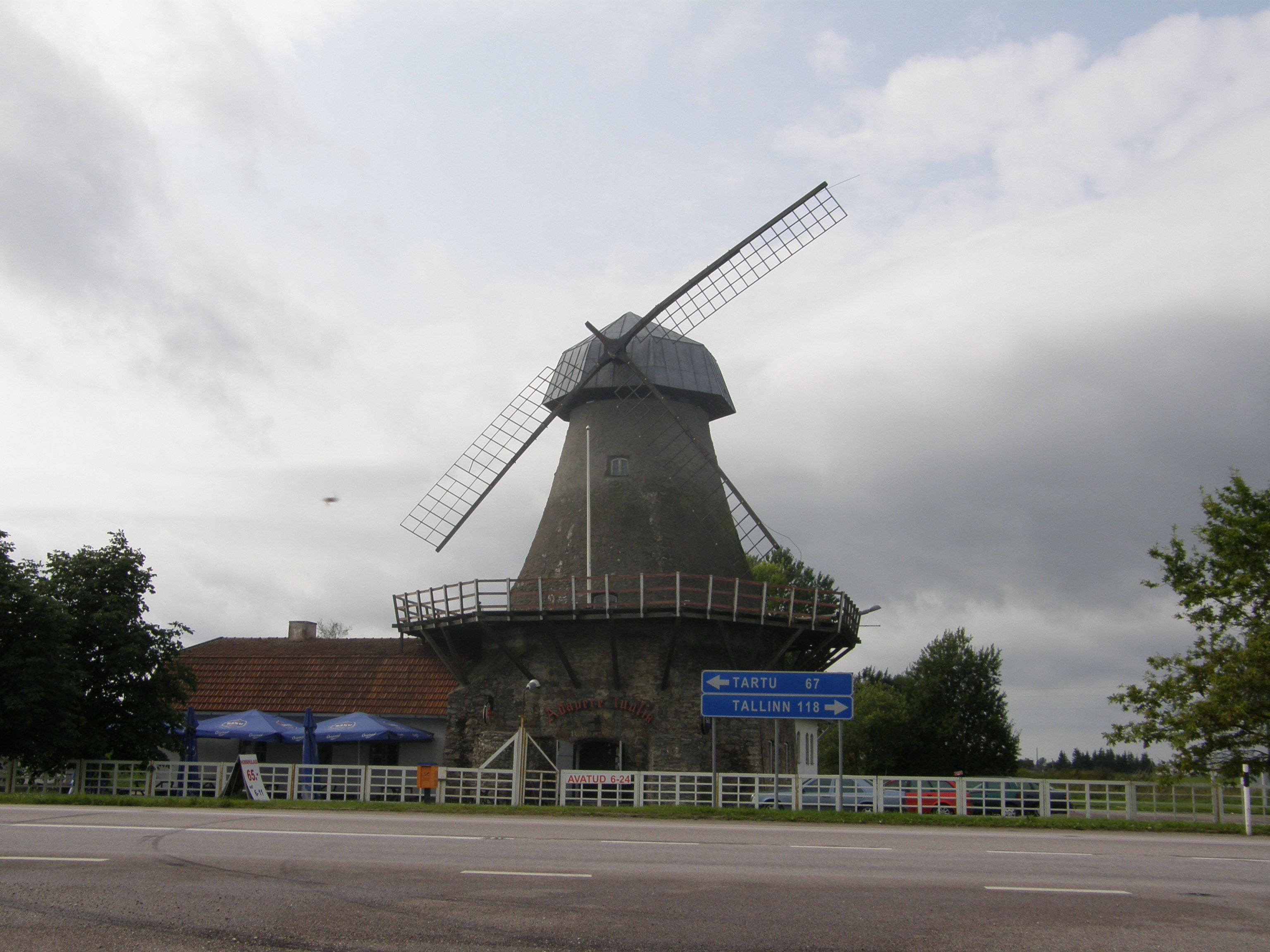
Млин в Адавере